# Vajradharma
Vajradharma war ein buddhistischer Mönch des 10. Jahrhunderts in Indochina.

## Kindheit
Wahrscheinlich wuchs Vajradharma als Kind einer Brahmanenfamilie im nordostindischen Königreich Magadha auf. In seiner Jugend ging er nach Nalanda, heute eine Ruinenstätte im indischen Bundesstaat Bihar, und studierte dort.

## Aufenthalt in Sumatra
Nach Abschluss seiner Studien ging er nach Sri Vijaya, einem Zentrum des tantrischen Buddhismus (Tantrismus). Dort wurde er mit chinesischen und kambodschanischen Mönchen bekannt.

## Kloster am Mekong
Dort beschloss er, im Khmer-Reich ein Kloster zu gründen. An den Nordgrenzen im heutigen Laos gelang es ihm, nachdem ihm der Khmerherrscher, der ein Shiva-Verehrer war, die Niederlassung innerhalb seines Reichs verweigert hatte, eine Bleibe zu finden.
Die letzte Nachricht von Vajradharma stammt von einem chinesischen Gesandten, der das Reich Nanzhao besuchte. Er berichtet, dass Buddhisten aller Schulen, sogar Tibeter in Vajradharmas Kloster anzutreffen seien.